# Okręt prototypowy

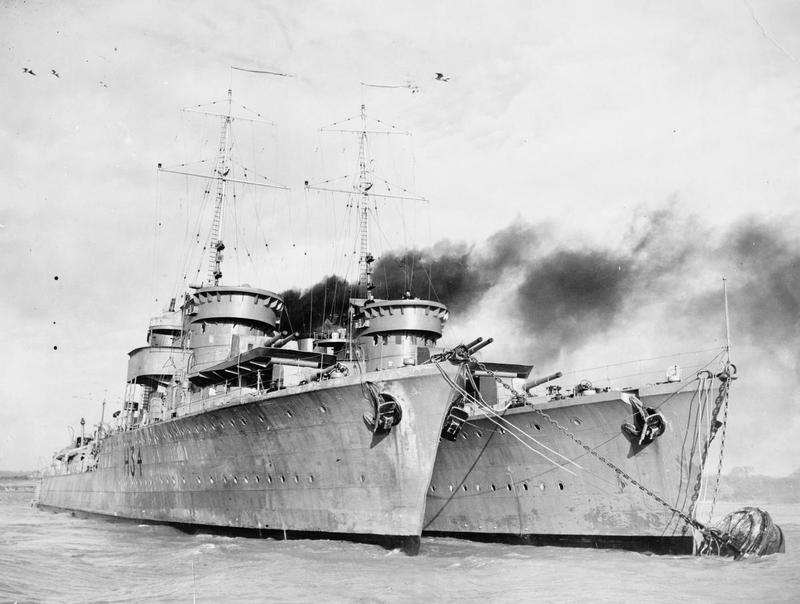
OORP „Błyskawica” (z lewej) i „Grom” w brytyjskim porcie po przebudowie. "Grom" był okrętem prototypowym niszczycieli typu Grom, "Błyskawica" była jednostką serii.

Okręt prototypowy (także jednostka prototypowa lub prototyp) – pierwsza zbudowana jednostka nowego typu okrętów. Okręt prototypowy może być także jednostką doświadczalną i badawczą, jednak zazwyczaj uzyskuje status operacyjny aktywnego okrętu we flocie państwa zamawiającego  .
Z uwagi na to, okręty prototypowe są przedmiotem przedłużonych testów zarówno stoczniowych, jak i zamawiającego, w celu sprawdzenia przyjętych założeń konstrukcyjnych, identyfikacji ewentualnych wad konstrukcyjnych oraz wprowadzenia niezbędnych modyfikacji.
Z budową okrętów prototypowych, często wiąże się wprowadzanie nowych metod i technologii produkcyjnych, toteż koszty budowy tych okrętów  są zwykle znacznie – czasem wielokrotnie – wyższe niż koszty budowy następujących po nich okrętów seryjnych, zaś czas ich produkcji jest znacznie dłuższy. Przeprowadzane po zakończeniu budowy testy okrętu prototypowego, prowadzą najczęściej do modyfikacji jednostki w mniejszym lub większym zakresie, celem realizacji wniosków i zaleceń płynących z przeprowadzonych testów. Po ich wprowadzeniu, przeprowadzane są ponowne testy, mające potwierdzić usunięcie pierwotnie wykrytych niedoskonałości. W razie sukcesu, okręt może być przyjęty przez zamawiającego, a następnie wprowadzony do służby operacyjnej.